# Phanodermopsis cylindrocaudata
Phanodermopsis cylindrocaudata is een rondwormensoort uit de familie van de Phanodermatidae.